# Aglaé Cadet

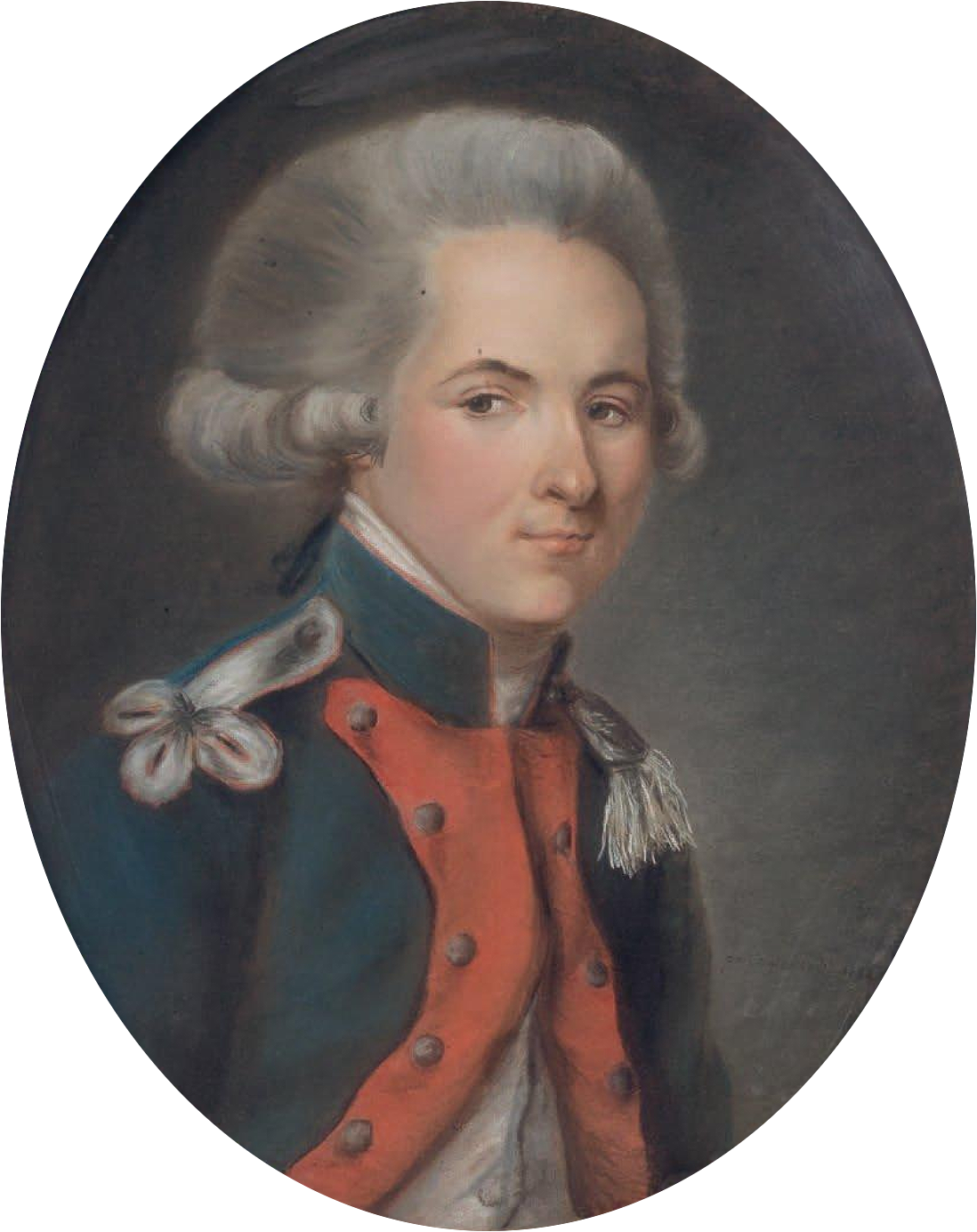
Aglaé Cadet: Portrait de Michel Victor Frédéric Moisson de Vaux, Capitaine au régiment des Dragons de la Reine (1784, Pastell)

Aglaé-Geneviève-Eurélie Cadet de Gassicourt, bekannt als Aglaé Cadet, (* um 1738 in Paris; † 1801 ebenda) war eine französische Miniatur- und Emaillemalerin.

## Leben
Aglaé Cadet wurde um 1738 in Paris als Tochter des Anwalts Jean-Pierre Joly geboren. Im Jahr 1761 heiratete sie Claude-Antoine Cadet de Gassicourt. Aus dieser Ehe gingen mehrere Töchter hervor: Marie-Aglaé, die Julien-François Fatou heiratete und selbst Miniaturistin wurde, Rosalie-Louise, die nach einer Scheidung den Marquis de Montalembert heiratete, sowie Henriette-Thérèse, die Jean-Baptiste Weyler heiratete. Letzterem wird nachgesagt, er sei ihr Lehrmeister gewesen. Darüber hinaus bekam das Paar sechs Söhne. Im Jahr 1787 wurde Aglaé Cadet zur „Peintre de la Reine“ ernannt und stand somit als Miniaturmalerin und Emaillemalerin unter dem Schutz der französischen Königin. Sie lebte und arbeitete in Paris, wo sie im Jahr 1801 verstarb. Einige ihrer Werke befanden sich im Besitz des 5. Duke of Aumont.

## Werk
Aglaé Cadet wurde vor allem für ihre Miniaturporträts und emaillierten Bildnisse bekannt. Sie gilt als Miniaturmalerin und Emaillistin, die zarte und detailreiche Darstellungen bevorzugte. 1789 schuf sie ein Emailporträt des Feldmarschalls Maurice de Saxe, das auf einem Werk von Jean-Étienne Liotard basierte. 1791 nahm sie mit einem Porträt von Jacques Necker am Pariser Salon teil. Sie pflegte offenbar den engen Austausch mit anderen Miniaturisten ihres Kreises. Ihre Technik vereinte feines, minutiöses Pinselwerk mit dem glänzenden Finish der Emailmalerei.